# Serpil Kemalbay Pekgözegü
Serpil Kemalbay Pekgözegü   (Ardahan, 1964) és una política i antiga copresidenta del Partit Democràtic dels Pobles (HDP).

## Joventut
Kemalbay Pekgözegü va néixer a Ardahan on va completar els seus estudis primaris i secundaris. Va participar per primera vegada en política durant el seu primer any a l'escola secundària, on va participar en un boicot organitzat per la "lluita revolucionària" ("devrimci mücadele"). El 1978, va emigrar amb la seva família a Istanbul i es va graduar a la Facultat d'Enginyeria Química de la Universitat Tècnica d'Instanbul. Després de diversos anys al Regne Unit, va tornar a Turquia a principis dels anys noranta.

## Activisme
Kemalbay Pekgözegü era actiu a la Plataforma de Solidaritat Socialista. El 1997, va participar com a membre fundadora de Solidarity Homes i a l'Associació Solidària de Dones İMECE, que més tard es va convertir en sindicat. El 2007, va lluitar per augmentar la influència de BATİS, el sindicat independent de treballadors tèxtils que pretenia unificar els treballadors sense assegurar, en llocs com Tràcia i Istanbul. Va treballar com a assessora en drets dels treballadors, drets de les dones i normes de seguretat per a nombrosos sindicats. Va treballar als sectors de fabricació mèdica, tèxtil i seguretat dels treballadors abans d’entrar en política activa.
Kemalbay Pekgözegü va militar al Partit Demòcratic dels Pobles, partit polític d'esquerres pro-kurd a Turquia, i es va convertir en candidata parlamentària al districte electoral d'Istanbul a les eleccions legislatives de juny de 2015. Tot i que el partit va obtenir 80 escons i va quedar en tercer lloc a les eleccions, Kemalbay no va ser elegit. Va passar a ser membre del Comitè Executiu Central de l'HDP amb responsabilitats en matèria de relacions laborals i sindicals.

### Copresidència de l'HDP
El febrer de 2017, la presidenta de l'HDP Figen Yüksekdağ va perdre l'acta de diputada de la Gran Assemblea Nacional, al haver estat empresonada juntament amb l'altre copresident de l'HDP Selahattin Demirtaş el novembre del 2016, tots dos acusats d'incitar a la violència i donar suport al terrorisme. Tot i que l'HDP va declarar la decisió nul·la i inconstitucional, la revocació de la pertinença al partit de Yüksekdağ va fer que la copresidència quedés vacant.
El 6 de maig, el Comitè Executiu Central de l'HDP va decidir nomenar Kemalbay Pekgözegü, que tenia el suport del Consell de la Dona de l'HDP, per a la presidència, nomenant-la presidenta en funcions fins que el Congrés del partit ratifiqués la decisió. El 3r congrés extraordinari es va celebrar el 20 de maig i Kemalbay va ser elegida formalment copresidenta del partit.
A les eleccions legislatives de juny de 2018, Kemalbay va ser candidata de l'HDP a Esmirna, i va ser elegida diputada.

### Persecusió política
Kemalbay Pekgözegü va ser detinguda el 13 de febrer de 2018 després del congrés de l'HDP a Ankara acusada de "difondre propaganda terrorista" durant la conferència, durant la qual es van mostrar pancartes en favor Abdullah Öcalan, líder del Partit dels Treballadors del Kurdistan (PKK), considerat grup terrorista a Turquia. Va ser alliberada una setmana després, però les seves acusacions segueixen vigents i té prohibit sortir del país.